# Магдалена фон Олденбург
Магдалена фон Олденбург (на немски: Magdalene von Oldenburg; * 6 октомври 1585 в Олденбург; + 14 април 1657 в Косвиг, Анхалт) от фамилията Олденбург е чрез женитба княгиня на Анхалт-Цербст.
Тя е дъщеря на граф Йохан XVI фон Олденбург (1540–1603) и съпругата му графиня Елизабет фон Шварцбург-Бланкенбург (1541–1612), дъщеря на граф Гюнтер XL фон Шварцбург. Сестра е на граф Антон Гюнтер (1583-1667) и на Катарина (1582–1644), омъжена през 1633 г. за херцог Август фон Саксония-Лауенбург.
Магдалена фон Олденбург се омъжва на 31 август 1612 г. в Олденбург за княз Рудолф фон Анхалт-Цербст (1576–1621) от род Аскани. 
Тя е втората му съпруга. Братът на Магдалена през 1667 г. завещава Господство Йевер на Дом Анхалт-Цербст. 
Магдалена и Рудолф фон Анхалт-Цербст имат децата:
- Елизабет (1617–1639)
- Йохан VI (1621–1667), княз на Анхалт-Цербст

∞ 1649 принцеса София Августа фон Шлезвиг-Холщайн-Готорп (1630–1680)